# Jack Webb (écrivain)
Pour les articles homonymes, voir Webb.
John Alfred Webb, dit Jack Webb, né le 13 janvier 1916 à Los Angeles, en Californie, et mort le 12 février 2008 à Coronado, en Californie, est un écrivain américain, auteur de roman policier, qui a également utilisé les pseudonymes John Farr et Tex Grady. Il ne faut pas le confondre avec Jack Webb (1920-1982), un acteur, producteur, réalisateur et scénariste américain.

## Biographie
En 1952, il amorce une carrière en littérature policière, avec la publication de Les Pieds dans le plat (The Big Sin, 1952), où apparaît pour la première fois une équipe de détectives composée du policier juif Sammy Golden et du prêtre catholique Joseph Shanley. Neuf romans et une nouvelle sont consacrés à ce duo original dont les enquêtes, non dénuées d'humour, se déroulent à Los Angeles. 
Sous le pseudonyme de John Farr, Jack Webb a également fait paraître des récits policiers qui flirtent avec l'étrange, notamment Fauve qui peut (Don't Feed the Animals, 1955) qui, selon Claude Mesplède, « est un récit dense à l'atmosphère insolite qui a pour cadre un zoo où plusieurs meurtres ont été commis. »

## Œuvre

### Romans

#### Série policièreSammy Golden et Joseph Shanley
- The Big Sin (1952) Publié en français sous le titre Les Pieds dans le plat, traduit par Gilles-Maurice Dumoulin, Paris, Presses de la Cité, Un mystère no 185, 1954
- The Naked Angel (1953), aussi titré Such Women Are Dangerous Publié en français sous le titre La Peau d'un l'ange, traduit par Gilles-Maurice Dumoulin, Paris, Presses de la Cité, Un mystère no 194, 1954
- The Damned Lovely (1954)
- The Broken Doll (1955)
- The Bad Blonde (1956)
- The Brass Halo (1957) Publié en français sous le titre Alarme blanche, traduit par Charles Desnoues et E. Schaudinn, Paris, Plon, coll. Nuit blanche no 25, 1963 ; réédition, Paris, Presses de la Cité, Punch no 64, 1973
- The Deadly Sex (1959) Publié en français sous le titre De la plus belle eau, traduit par Catherine Chraïbi, Paris, Plon, coll. Nuit blanche no 5, 1962 ; réédition, Paris, Presses de la Cité, Punch no 30, 1973
- The Delicate Darling (1959)
- The Gilded Witch (1963)

#### Autres romans
- One for My Dame (1961) Publié en français sous le titre Cherchez la grosse bête, traduit par Claude Sirven, Paris, Plon, coll. Nuit blanche no 3, 1962 ; réédition, Paris, Presses de la Cité, Punch no 47, 1973
- Make My Bed Soon (1963)

### Romans signés John Farr
- Don't Feed the Animals (1955), aussi titré Naked Fear, ou encore Zoo Murders Publié en français sous le titre Fauve qui peut, traduit par François Gromaire, Paris, Gallimard, Série noire no 324, 1956
- She Shark (1956), aussi titré Murder Ship
- The Lady and the Snake (1957)
- The Deadly Combo (1958)

### Roman signé Tex Grady
- High Mesa (1952)

### Nouvelles

#### SérieSammy Golden et Joseph Shanley
- And Start With a Blonde (1960)

#### Autres nouvelles
- Broken Doll (1953) Publié en français sous le titre La Poupée brisée, Paris, Opta, Suspense no 13, avril 1957
- Getaway (1954)
- The First Fifty Thousand (1955) Publié en français sous le titre L'avion va sauter, Paris, Opta, Suspense no 14, juin 1957
- The Makeshift Martini (1955) Publié en français sous le titre L'Amer à boire, Paris, Opta, Suspense no 15, mai 1957
- Outside the Cages (1955)
- Moment of Truth (1956)
- The Mad Martini (1956)
- Time to Kill (1957)
- Day of the Tiger (1966) Publié en français sous le titre Le Jour du tigre, Paris, Opta, Alfred Hitchcock magazine no 71, mars 1967
- Murder Is My Host (1969)
- The Pandora Plan (1969)
- One November Night (1969) Publié en français sous le titre Tout mécompte fait, dans l'anthologie Histoires qui font Tilt, Paris, Presses Pocket no 2361, 1985
- The Heart Givers (1972)
- This Man Must Die (1973)
- The Sensuous Corpse (1973)
- Love Letter (1974)

## Sources
- Claude Mesplède (dir.), Dictionnaire des littératures policières, vol. 2 : J - Z, Nantes, Joseph K, coll. « Temps noir », 2007, 1086 p. (ISBN 978-2-910-68645-1, OCLC 315873361), p. 1003.
- Claude Mesplède et Jean-Jacques Schleret, SN, voyage au bout de la Noire : inventaire de 732 auteurs et de leurs œuvres publiés en séries Noire et Blème : suivi d'une filmographie complète, Paris, Futuropolis, 1982, 476 p. (OCLC 11972030), p. 130 (notice John Farr.